# Patrimoni dell'umanità della Tunisia
I patrimoni dell'umanità della Tunisia sono i siti dichiarati dall'UNESCO come patrimonio dell'umanità in Tunisia, che è divenuta parte contraente della Convenzione sul patrimonio dell'umanità il 10 marzo 1975.
Al 2023 i siti iscritti nella Lista dei patrimoni dell'umanità sono nove, mentre quindici sono le candidature per nuove iscrizioni. I primi tre siti iscritti nella lista sono stati nel 1979 la Medina di Tunisi, l'Anfiteatro di El Jem e il Sito archeologico di Cartagine durante la terza sessione del comitato del patrimonio mondiale. Gli altri siti furono aggiunti nel 1980, 1985, 1988 (due), 1997 e 2023. Otto siti sono considerati culturali, secondo i criteri di selezione, uno naturale.

## Siti del Patrimonio mondiale
| Foto | Sito                                                                  | Luogo                    | Tipo                               | Anno      | Descrizione |
| ---- | --------------------------------------------------------------------- | ------------------------ | ---------------------------------- | --------- | --- |
|      | Medina di Tunisi                                                      | Tunisi                   | Culturale (36; ii, iii, v)         | 1979      | Sotto gli Almohadi e gli Hafsidi, dal XII al XVI secolo, Tunisi era considerata una delle città più grandi e ricche del mondo islamico. Circa 700 monumenti, tra cui palazzi, moschee, mausolei, madrase e fontane, testimoniano questo straordinario passato. |
|      | Sito archeologico di Cartagine                                        | Cartagine                | Culturale (37; ii, iii, vi)        | 1979      | Cartagine fu fondata nel IX secolo a.C. sul Golfo di Tunisi. Dal VI secolo in poi, si sviluppò in un grande impero commerciale che copriva gran parte del Mediterraneo e fu sede di una brillante civiltà. Nel corso delle lunghe guerre puniche Cartagine occupò i territori appartenenti a Roma, che infine distrusse la rivale nel 146 a.C. Una seconda Cartagine romana venne poi fondata sulle rovine della prima. |
|      | Anfiteatro di El Jem                                                  | El Jem                   | Culturale (38; iv, vi)             | 1979      | Le imponenti rovine del più grande colosseo del Nord Africa, un enorme anfiteatro che poteva contenere fino a 35 000 spettatori, si trovano nel piccolo villaggio di El Jem. Questo monumento del III secolo illustra la grandezza e l'estensione della Roma Imperiale. |
|      | Parco nazionale di Ichkeul                                            | Governatorato di Biserta | Naturale (8; x)                    | 1980      | Il lago e la zona umida di Ichkeul sono un importante punto di sosta per centinaia di migliaia di uccelli migratori, come anatre, oche, cicogne e fenicotteri rosa, che vengono a nutrirsi e nidificare lì. Ichkeul è l'ultimo lago rimasto in una catena che un tempo si estendeva attraverso il Nord Africa. |
|      | Città punica di Kerkouane e la sua necropoli                          | Hammam Ghezèze           | Culturale (332; iii)               | 1985-1986 | Questa città fenicia fu probabilmente abbandonata durante la prima guerra punica (250 a.C. circa) e di conseguenza non fu ricostruita dai romani. I resti costituiscono l'unico esempio sopravvissuto di città fenicio-punica. Le case sono state costruite seguendo una pianta regolare secondo una sofisticata nozione di urbanistica. |
|      | Medina di Susa                                                        | Susa                     | Culturale (498; iii, iv, v)        | 1988      | Susa fu un importante porto commerciale e militare durante il periodo aghlabide (800–909) ed è un tipico esempio di città risalente ai primi secoli dell'Islam. Con la sua casba, i bastioni, la medina (con la Grande Moschea), la Moschea Bou Ftata e il tipico ribat (sia un forte che un edificio religioso), Susa faceva parte di un sistema di difesa costiera. |
|      | al-Qayrawan                                                           | al-Qayrawan              | Culturale (499; i, ii, iii, v, vi) | 1988      | Fondata nel 670, Kairouan (al-Qayrawan) fiorì sotto la dinastia Aghlabide nel IX secolo. Nonostante il trasferimento della capitale politica a Tunisi nel XII secolo, al-Qayrawan rimase la principale città santa del Maghreb. Il suo ricco patrimonio architettonico comprende la Grande Moschea, con le sue colonne in marmo e porfido, e la Moschea delle Tre Porte del IX secolo. |
|      | Dougga / Thugga                                                       | Téboursouk               | Culturale (794; ii, iii)           | 1997      | Prima dell'annessione romana della Numidia, la città di Thugga, sorta su un'altura che domina una fertile pianura, fu capitale di un importante stato libico-punico. Fiorì sotto il dominio romano e bizantino, ma declinò nel periodo islamico. Le imponenti rovine oggi visibili danno un'idea delle risorse di una piccola città romana ai margini dell'impero. |
|      | Gerba: testimonianza di un modello insediativo in territorio insulare | Ajim, Houmt Souk, Midoun | Culturale (1640; v)                | 2023      | Questo sito seriale è una testimonianza di un modello di insediamento che si sviluppò sull'isola di Gerba intorno al IX secolo d.C. in un ambiente semi-secco e povero d'acqua. La bassa densità era la sua caratteristica fondamentale: comportava la divisione dell'isola in quartieri, raggruppati insieme, economicamente autosufficienti, collegati tra loro e ai luoghi religiosi e commerciali dell'isola, attraverso una complessa rete di strade. Derivato da una miscela di fattori ambientali, socio-culturali ed economici, il caratteristico insediamento umano di Gerba dimostra il modo in cui le popolazioni locali hanno adattato il proprio stile di vita alle condizioni del loro ambiente naturale povero d'acqua. |

## Siti candidati
| Foto | Sito                                                                          | Luogo | Tipo                                    | Anno       | Descrizione |
| ---- | ----------------------------------------------------------------------------- | --- | --------------------------------------- | ---------- | --- |
|      | Parco nazionale di El Feija                                                   | Ghardimaou | Naturale (5383; vii, viii, x)           | 28/05/2008 | Il Parco nazionale di El Feija ospita una foresta di querce dell'Algeria considerata la più bella del Nord Africa. Il sottobosco della foresta presenta una vasta gamma di piante medicinali e aromatiche, che ha reso il sito un terreno favorevole per la ricerca in fitofarmacia. Inoltre esistono ancora pratiche ancestrali tramandate di padre in figlio per superare certi mali. Il Parco nazionale è l'ultimo rifugio naturale per alcune specie endemiche della Tunisia e del Nord Africa, la più famosa delle quali è il cervo berbero, che a differenza dell'orso bruno, del leone dell'Atlante o ancora del bue selvatico è scomparso dall'inizio del XX secolo. |
|      | Parco nazionale di Bouhedma                                                   | Belkhir, Mezzouna | Naturale (5384; vii, viii, x)           | 28/05/2008 | Il Parco nazionale di Bouhedma rappresenta l'unico resto di un'antica savana pre-sahariana simile a quella del Sahel africano. Nel corso degli anni la grande fauna è andata via via scomparendo (elefante, bue selvatico, alcelafo bubalo, gazzella di Mhorr, leone dell'Atlante, faraona mitrata e più recentemente orice, addax, leopardo, ghepardo, struzzo collorosso). Alcune di queste specie estinte erano parzialmente o totalmente sottomesse agli ecosistemi delle steppe arboree. Il Parco racchiude molti tesori archeologici come un'opera romana di deviazione idraulica dell'uadi Haddaj in un notevole stato di conservazione. |
|      | Chott el Jerid                                                                | Governatorato di Kébili, Governatorato di Tozeur                                                                                  | Naturale (5385; vii, viii, ix, x)       | 28/05/2008 | Lo Chott El Jerid è una vasta depressione salata, situata tra la catena montuosa del Cherb a nord e il deserto a sud, e collegata allo Chott el Fejaj a est; è la più grande della catena di depressioni tra la steppa e il deserto, caratteristica del Sahara settentrionale. In passato ospitava un grande lago, oggi raramente vi si trova acqua, e il suo interesse principale è piuttosto idrologico, geologico e geomorfologico, a causa delle falde acquifere fossili sotterranee che alimentano le oasi intorno al sito. |
|      | Oasi di Gabès                                                                 | Gabès | Misto (5386; iv, vii, x)                | 28/05/2008 | L'oasi di Gabès è l'unica oasi costiera del Mediterraneo e uno degli ultimi esempi al mondo di oasi di questo tipo. È anche rifugio di una fauna ricca di piccoli mammiferi, rettili, molluschi e insetti, e di un'avifauna associata, ancora poco conosciuta, composta principalmente da uccelli trans-sahariani, migratori e svernanti. È anche un paesaggio eccezionale, intimamente legato all'azione dell'uomo che, attraverso l'uso oculato dello spazio (coltivazione a livelli) ma anche l'uso ragionato e condiviso dell'acqua ha permesso da secoli di favorire l'emergere di spazi relativamente ampi di vegetazione lussureggiante in una regione arida che hanno attirato le popolazioni circostanti. |
|      | Mausolei reali di Numidia, della Mauretania e monumenti funerari pre-islamici | Governatorato di Béja, Governatorato di Jendouba, Governatorato di Le Kef, Governatorato di Médenine, Governatorato di Siliana    | Culturale (5684; ii, iii, iv)           | 17/01/2012 | Civiltà delle popolazioni indigene dell'antico Maghreb, la civiltà numidica ha lasciato numerose testimonianze archeologiche costituite essenzialmente da monumenti funerari di tipo megalitico e di quello che gli specialisti hanno chiamato il "tipo regale". Il primo tipo è costituito da centinaia monumentali tombe megalitiche di grande rilievo architettonico e originalità, per lo più suddivise in grandi necropoli, le più importanti delle quali sono quelle di Ellès (Ulules), Hammam Zouakra (Thigibba) e Maktar (Mactaris) nell'Atlante Telliano tunisino, a cui si aggiungono i monumenti funerari numidi di Chemtou (Simitthus) nella media valle del Mejerda. Quanto al secondo tipo, è rappresentato da monumenti come i mausolei numidi di Dougga (Thugga) e Henchir Bourgou nell'isola di Gerba.                             |
|      | Complesso idraulico romano di Zaghouan-Cartagine                              | Governatorato di Ariana, Governatorato di Ben Arous, Governatorato di Manouba, Governatorato di Tunisi, Governatorato di Zaghouan | Culturale (5685; i, iv)                 | 17/02/2012 | È il più grande complesso del suo genere mai costruito. Unisce tre componenti: i bacini di quattro sorgenti principali con un'ambientazione monumentale, il ninfeo comunemente noto come "Tempio delle acque", di grande valore archeologico, un acquedotto di 132 km che corre generalmente a livello del suolo o in un percorso sotterraneo con molti tratti che spiccano ancora oggi nel paesaggio con archi alti oltre 20 m, e le cisterne di stoccaggio della Malga presso Cartagine, a cui si devono aggiungere le grandi terme pubbliche di Cartagine, dette terme Antoniniane, situate in riva al mare e che costituivano il punto terminale del complesso. |
|      | Antiche cave di marmo numidico di Chemtou                                     | Oued Meliz | Culturale (5687; ii, iv)                | 17/02/2012 | Il marmo numidico è un materiale che occupò un posto centrale nell'arte decorativa dell'Antichità e durante il Rinascimento. Le cave di Chemtou da cui è stato estratto con le loro tracce di estrazione e con le relative costruzioni e strutture (caserma-prigione) e il “colle sacro” con i suoi tre santuari e la sua eccezionale collezione di rilievi votivi dedicati al dio afro-romano Saturno, costituiscono un insieme unico nel mondo romano e di eccezionale valore universale. |
|      | Frontiere dell'Impero romano: Limes tunisino meridionale                      | Governatorato di Gabès, Governatorato di Kébili, Governatorato di Médenine, Governatorato di Tataouine                            | Culturale (5688; ii, iii, iv)           | 17/02/2012 | In Tunisia, il limes romano è più simile a un sistema di sorveglianza territoriale e di controllo dei movimenti popolari che a una linea di difesa che si oppone a un'effettiva minaccia militare. Al culmine della dominazione romana, l'area del limes si estendeva per ben 80 000 km² dai monti Gafsa a nord al Grande Erg a sud. I resti di strutture appartenenti al limes, circa una trentina, comprendono accampamenti, fortezze, piccoli forti, segmenti di mura o fossati. Sei di questi sono proposti per l'inclusione nel sito seriale: le mura di Bir Oum Ali, le mura di Jebel Tebaga, il forte di Ksar Ghilane/Tisavar, il forte di Ksar Tarcine/Centenarium Tibubici, il forte di Bénia Guedah Esseder e il forte di Bénia bel Recheb.                                                                                               |
|      | Medina di Sfax                                                                | Sfax | Culturale (5689; ii, iv, v)             | 17/02/2012 | Porto e porta dell'Ifriqiya verso il Levante per un lungo periodo, la medina di Sfax rappresenta, per la sua fondazione e la sua pianta regolare, un eminente esempio di trasferimento sulle sponde del Mediterraneo della concezione urbanistica arabo-musulmana, sperimentata per la prima volta con la fondazione di Kufa in Iraq. |
|      | Permiano marino del Jebel Tebaga                                              | Governatorato di Médenine | Naturale (6087; vii, viii)              | 24/02/2016 | Date le sue eccezionali risorse naturali (rocce, fossili, paesaggi), il Jebel Tebaga di Médenine è l'unico testimone della natura della vita e delle dinamiche sedimentarie che animarono, alla fine dell'era primaria, il giovane oceano Tetide in corso di apertura. Costituisce una vera riserva geologica nazionale e un patrimonio mondiale. |
|      | Stratotipo del confine Cretaceo-Terziario (confine K-T)                       | Governatorato del Kef | Naturale (6088; vii, viii)              | 24/02/2016 | Situato sulla sponda dell'Oued Mallègue, il tratto del passaggio Cretaceo-Terziario è facilmente riconoscibile al suolo e presenta le condizioni di affioramento migliori benché minacciate dall'erosione, soprattutto durante i periodi di inondazione. Il limite K-T del sito di Le Kef si estende per centinaia di metri in maniera uniforme e senza lacune. |
|      | Altopiano di Jugurtha a Kalaat Senan                                          | Kalaat Senan | Misto (6278; ii, iii, v, vi, vii, viii) | 29/09/2017 | L'altopiano domina le pianure che costituivano il centro storico della Numidia. Il sito è costituito da un massiccio sinclinale che si presenta come una mesa calcarea, con pareti grezze alte più di 50 metri e i versanti. La superficie del terrazzo è di circa 82 ettari con una circonferenza di 4000 metri. Il suo rilievo gli conferisce un aspetto maestoso e imponente. Ai suoi piedi un territorio pedemontano ricco di abitati si estende per diversi chilometri su entrambi i lati. |
|      | Abitati trogloditi e mondo degli ksour nel sud della Tunisia                  | Governatorato di Gabès, Governatorato di Gafsa, Governatorato di Médenine, Governatorato di Tataouine                             | Culturale (6444; iv, v)                 | 10/01/2020 | Questo sito culturale seriale illustra le forme tradizionali di insediamento umano e uso del suolo rappresentative degli stili di vita delle comunità indigene nel sud della Tunisia e della loro interazione con un ambiente naturale sfavorevole. Si compone di due grandi gruppi che sono le abitazioni troglodite disposte in grotte scavate nella collina di Jebel Sened e i villaggi trogloditi con le abitazioni scavate in piena terra in un terreno formato da sabbia argillosa di Matmata e di Tamezret, e una selezione rappresentativa della ricchezza tipologica dei granai collettivi fortificati comunemente chiamati ksour nei governatorati di Médenine e Tataouine, e che testimoniano uno stile di vita seminomade e una forma tradizionale di organizzazione sociale basata sulla solidarietà e sulla forza dei legami tribali. |
|      | Rammadiya d'El Magtaa (El Mekta), sito principale della cultura capsiana      | Gafsa | Culturale (6536; iii)                   | 15/04/2021 | El Magtaa è uno dei siti fondamentali per la comprensione dell'uomo durante la preistoria e il giacimento fossilifero di riferimento della cultura capsiana. È a questo sito che la preistoria tunisina e nordafricana deve il primo riconoscimento e la definizione della cultura preistorica più dinamica e attraente dell'Olocene, che prese il nome da quello della città antica di Capsa, l'attuale Gafsa. |
|      | Sito archeologico di Sbeitla                                                  | Sbeitla | Culturale (6537; ii)                    | 15/04/2021 | Il sito archeologico di Sbeïtla contiene i resti dell'antica città di Sufetula Musuniorum che costituisce l'unico esempio nell'intero impero romano fino ad oggi noto di fondazione urbana secondo il modello coloniale romano in una provincia e destinata non a ospitare una popolazione di cittadini romani ma a sedentarizzare una comunità tribale autoctona il cui stile di vita dominante era ancora il nomadismo: i Musuni. |